# Zoltán Zsebők
Zoltán (Bálint) Zsebők (* 28. Juni 1908 in Budapest; † 20. Februar 1984 ebenda) war ein ungarischer Radiologe und Nuklearmediziner.

## Leben
Die Familie stammte aus der Nähe von Veszprém. Sein Vater Bálint war Zuschneider und später Direktor einer Genossenschaft. Zsebők besuchte das reformierte Gymnasium in der Lónyay-Straße (Lónyay Utcai Református Főgimnázium) in Budapest, wo er 1926 sein Abitur machte. Sein Studium der Medizin an der Péter-Pázmány-Universität schloss er 1934 als allgemeiner Arzt ab.
In den Jahren von 1934 bis 1939 arbeitete Zsebők zunächst als Assistenzarzt am Rókus-Krankenhaus (Rókus Kórház) und dann am Loránd-Eötvös-Radiologieinstitut (Eötvös Loránd Rádium és Röntgen Intézet). 1939 legte er die Prüfung zum Facharzt für Radiologie ab. Zwischen 1939 und 1944 folgte eine Tätigkeit als Chefarzt an Krankenhäusern in Munkács und Beregszász. Danach arbeitete er 1944 und 1945 in einem Militärkrankenhaus.
Ab 1945 war er zunächst Staatssekretär beim Ministerium für Volkswohl, dann beim Kultusministerium, 1947 und 1948 dort Abteilungsleiter. Er spielte eine bedeutende Rolle bei dem Neuaufbau der medizinischen Einrichtungen in Budapest nach dem Krieg. 1947 habilitierte er mit einer radiologischen Arbeit und bekam die Zulassung als Privatdozent. Ab 1948 arbeitete er als Dozent in der radiologischen Abteilung, die in den Bau der I. Chirurgischen Klinik der Semmelweis-Universität integriert wurde.
Im Jahr 1955 wurde Zsebõk mit dem Kossuth-Preis ausgezeichnet. Von 1962 bis zu seinem Ruhestand 1978 leitete er als Hochschullehrer die Radiologische Klinik. Er ist mit der Einführung moderner radiologischer Methoden in Ungarn verbunden. Zudem war er im Vorsitz des Nationalen Friedensrates und engagierte sich beim Ungarischen Roten Kreuz sowie in der reformierten Kirche. Zsebők wurde zum Ehrenmitglied mehrerer ausländischer wissenschaftlicher Gesellschaften gewählt, so 1972 der Leopoldina. Außerdem war er Mitglied der Redaktionen mehrerer in- und ausländischer Zeitschriften. Die Zoltán-Zsebők-Fachklinik (Zsebők Zoltán Szakrendelő) in Budapest ist nach ihm benannt.

## Schriften (Auswahl)
- Röntgenanatomie der Neugeborenen- und Säuglingslunge. Thieme Verlag, Stuttgart 1958.
- Röntgenanatomische Grundlagen der Lungenuntersuchung. (Mit Ferenc Kováts). Akadémiai Kiadó, Budapest 1958.
- Einführung in die Methodik der Röntgenuntersuchungen. Akadémiai Kiadó, Budapest 1966.
- A radiológia alapvonalai. Medicina Könyvkiadó, Budapest 1966.
- A gyógyító sugár. Minerva Kiadó, Budapest 1970.
- Orvosi radiológia. Medicina Könyvkiadó, Budapest 1979, ISBN 963-24-0106-9.
- Lépcsőfokok. Szépirodalmi Könyvkiadó, Budapest 1981, ISBN 963-15-1932-5.